# Altıkulaç, Abana
Altıkulaç là một xã thuộc huyện Abana, tỉnh Kastamonu, Thổ Nhĩ Kỳ. Dân số thời điểm năm 2008 là 86 người.